# Nema (virksomhed)
Nema er et færøsk telekommunikationsselskab, der startede i oktober 2000 som Kall. 29. maj 2008 blev Kall rebranded og omdøbt til Vodafone.
Lagtinget vedtog en lov i 1999, der tillod andre selskaber at konkurrere med Telefonverk Føroya Løgtings (TFL), der som led i liberaliseringen af telemarkedet ændrede navn til Føroya Tele og blev et aktieselskab. I 2001 blev Kall og Tele F fusioneret til et selskab, der fortsatte under navnet Kall indtil navneskiftet til Vodafone. Vodafone har omkring 20% af telemarkedet på Færøerne og ejer en lille andel (under 1%) af det undersøiske FARICE-1 kabel mellem Færøerne og Island.